# Кришна (актёр)
Гхаттаманени Шиварамакришнамурти (телугу ఘట్టమనేని శివరామకృష్ణమూర్తి) более известный под мононимом Кришна (31 мая 1943, Буррипалем, Британская Индия — 15 ноября 2022, Хайдарабад) — индийский актёр, кинорежиссёр
 и кинопродюсер, работавший в индустрии кино на телугу. За пятидесятилетнюю кинокарьеру он снялся более чем в 350 фильмах в самых разных ролях. Кавалер ордена Падма бхушан.

## Биография
Гхаттеманени Шива Рама Кришна родился 31 мая 1943 года в Буррипалеме в округе Гунтур провинции Мадрас. Получил начальное образование в Тенали, затем окончил Колледж имени Ч. Р. Редди в Элуру.
Начал актёрскую карьеру в театре. В кино дебютировал в фильмеThene Manasulu (1965) Адурти Субба Рао, где он сыграл вторую главную роль. Получил признание критиков после роли в фильме Бапу Saakshi (1967), где он впервые работал со своей будущей женой, актрисой и режиссёром Виджая Нирмалой. Стал главной звездой телугу благодаря триллеру Goodachari 116, снятому в стиле Джеймса Бонда. Известен в основном ролями в триллерах и полицейских драмах, в том числе ремейках голливудских фильмов. В 1970-е годы он ежегодно снимался более чем в десятке фильмов. Драма с участием актера «Свидетель» была отмечена на Ташкентском кинофестивале в 1968 году.
В 1971 году основал студию Padmalaya Studios, чтобы самому продюсировать и распространять фильмы на телугу и хинди. Со временем киностудия превратилась в одну из самых больших и хорошо оборудованных студий в стране. С фильмом Mosagalluku Mosagadu (1971) он перенес эстетику итальянского вестерна в кино на телугу. Как продюсер успешно вошел в Болливуд с фильмом Himmatwala (1983) с Джитендрой и Шридеви. Однако следующая работа крупнобюджетный эпос Simhasanam (1986), снятый с Джитендрой в версии на хинди и самим Кришной в версии на телугу, провалился в прокате.
В 1989 году избран депутатом от партии Индийский национальный конгресс, но потерял свое место в 1991 году. В рамках предвыборной кампании снял фильмы Praja Pratinidhi (1988) и Sahasame Naa Oopiri (1989), критикующие правление своего бывшего коллеги НТР.
В 2009 году был отмечен Падма бхушан, третьей по значимости гражданской наградой Индии.
Актёр скончался 15 ноября 2022 года в больнице Хайдарабада в возрасте 79 лет. У него остались сын Махеш Бабу и дочери Падмавати, Манджула и Приядаршини. Его старшего сына Рамеш Бабу не стало в начале того же года.